# Oberursel (Taunus)
Oberursel (Taunus) é um município da Alemanha, situado no distrito do Alto Taunus, no estado de Hesse. Tem 45,31 km² de área, e sua população em 2019 foi estimada em 46.545 habitantes.